# Anthony Villanueva
Pour les articles homonymes, voir Villanueva.
Anthony Villanueva est un boxeur philippin né le 18 mars 1945 et mort le 13 mai 2014.

## Carrière
Il participe aux Jeux olympiques d'été de 1964 dans la catégorie poids plumes et y remporte la médaille d'argent à la suite de sa défaite en finale contre le soviétique Stanislav Stepashkin.
Anthony est le fils du boxeur médaillé de bronze aux Jeux olympiques d'été de 1932, José Villanueva.